# Acanthoclinus
Acanthoclinus – rodzaj ryb z rodziny Plesiopidae, z rzędu okoniokształtnych. Występują na obszarze oceanów Indyjskiego i Spokojnego, większość przy brzegach Nowej Zelandii oraz przy wschodnich brzegach Afryki i Seszelach. Wielkość waha się od 5 do 30 cm.

## Klasyfikacja
Gatunki zaliczane do tego rodzaju:
- Acanthoclinus fuscus
- Acanthoplesiops indicus
- Acanthoclinus littoreus
- Acanthoclinus marilynae
- Acanthoclinus matti
- Acanthoclinus rua